# Piet Potgieter
Pieter Johannes (Piet) Potgieter (Cradock, 24 december 1822 – Makapansgrot, 6 november 1854) was van 1852 tot 1854 commandant-generaal van de Republiek Zoutpansberg en de Republiek Lydenburg. Hij sneuvelde in 1854 bij het Beleg van Makapansgrot.

## Biografie
Potgieter was de eigenaar van de boerderij Middelfontein bij Nylstroom. Hij was getrouwd met Elsje Aletta van Heerden, met wie hij drie zoons en vier dochters had. Na de dood van de Voortrekkersleider Hendrik Potgieter nam zijn zoon Piet Potgieter en het leiderschap van Lydenburg en Zoutpansberg over. 
In oktober 1854 werd in het district Zoutpansberg een jachtgezelschap bestaande uit 23 mannen, vrouwen en kinderen onder leiding van zijn oom Hermanus Potgieter, door het stamhoofd Makapan (Kgosi Mokopane) van de Zuid-Ndebele vermoord en hun lijken verminkt; Hermanus Potgieter zelf werd levend gevild. Piet Potgieter organiseerde samen met Marthinus Wessel Pretorius een strafexpeditie tegen Makapan. Pretorius sloot zich op 24 oktober 1854 aan bij Potgieter en met een krijgsmacht van ongeveer 535 man trokken ze naar richting Makapan, die zich terugtrok in een grot, 23 kilometer ten noorden van het tegenwoordige Mokopane (Potgietersrus).
Op 25 oktober belegerden de Boeren de grot om Makapan via uithongering tot overgave te dwingen. Op 6 november werd Potgieter in een moment van onvoorzichtigheid vanuit de grot doodgeschoten. In het hevige vuurgevecht dat volgde wist luitenant Paul Kruger Potgieters lijk veilig te stellen.
De plaats Potgietersrus in de tegenwoordige Zuid-Afrikaanse provincie Limpopo werd zo genoemd als Potgieters laatste rustplaats. In 2003 werd deze plaatsnaam echter ter ere van Makapan veranderd in Mokopane.